# Horama punctata
Horama punctata är en fjärilsart som beskrevs av Guérin-meneville 1843. Horama punctata ingår i släktet Horama och familjen björnspinnare. Inga underarter finns listade i Catalogue of Life.